# Список дипломатических миссий Йемена
Список дипломатических миссий Йемена — дипломатические представительства Йемен имеет преимущественно в странах Европы и в исламских государствах.

## Европа
- Австрия, Вена (посольство)
- Бельгия, Брюссель (посольство)
- Болгария, София (посольство)
- Чехия, Прага (посольство)
- Франция, Париж(посольство)
- Германия, Берлин (посольство)
- Венгрия, Будапешт (посольство)
- Италия, Рим (посольство)
- Нидерланды, Гаага (посольство)
- Польша, Варшава (посольство)
- Румыния, Бухарест (посольство)
- Россия, Москва (посольство)
- Испания, Мадрид (посольство)
- Великобритания, Лондон (посольство)

## Америка
- Канада, Оттава (посольство)
- Куба, Гавана (посольство)
- США, Вашингтон (посольство)

## Ближний и Средний Восток
- Бахрейн, Манама (посольство)
- Иран, Тегеран (посольство)
- Ирак, Багдад (посольство)
- Иордания, Амман (посольство)
- Кувейт, Эль-Кувейт (посольство)
- Ливан, Бейрут (посольство)
- Оман, Маскат (посольство)
- Катар, Доха (посольство)
- Саудовская Аравия, Эр-Рияд (посольство)
  - Джидда (генеральное консульство)
- Сирия, Дамаск (посольство)
- Турция, Анкара (посольство)
- ОАЭ, Абу-Даби (посольство)

## Африка
- Алжир, Эль-Джазаир (посольство)
- Джибути, Джибути (посольство)
- Египет, Каир (посольство)
- Эритрея, Асмара (посольство)
- Эфиопия, Аддис-Абеба (посольство)
- Кения, Найроби (посольство)
- Ливия, Триполи (посольство)
- Мавритания, Нуакшот (посольство)
- Марокко, Рабат (посольство)
- ЮАР, Претория (посольство)
- Судан, Хартум (посольство)
- Танзания, Дар-эс-Салам (посольство)
- Тунис, Тунис (посольство)

## Азия
- Китай, Пекин (посольство)
- Индия, Нью-Дели (посольство)
- Индонезия, Джакарта (посольство)
- Япония, Токио (посольство)
- Малайзия, Куала-Лумпур (посольство)
- Пакистан, Исламабад (посольство)

## Международные организации
- Брюссель (постоянная миссия при ЕС)
- Каир (постоянная миссия при ЛАГ)
- Нью-Йорк (постоянная миссия при ООН)